# Вермишева, Екатерина Ивановна
Екатери́на Ива́новна Ве́рмишева (7 декабря 1925, Цинандали, Телавский уезд — 17 декабря 1998, Москва) — советский и российский режиссёр и сценарист документального кино, педагог. Народная артистка РСФСР (1979).

## Биография
Родилась 7 декабря 1925 года в деревне Цинандали Телавского уезда, (ныне Кахетия, Грузия) в семье партийного функционера. С 1933 года семья проживала в Ленинграде, в 1942 году была эвакуирована в Баку. В том же году Екатерина уехала в Алма-Ату, работала помощником режиссёра на ЦОКС.
В 1953 году окончила Всесоюзный государственный институт кинематографии (мастерская Сергея Юткевича). После ВГИКа работала на Ленинградской студии кинохроники (ЛСДФ).
 С 1960 года — на Центральной студии документальных фильмов (ЦСДФ). С 1967 года работала над публицистическими картинами. Автор киножурналов: «Иностранная кинохроника», «Ленинградский киножурнал», «Наш край», «Новости дня», «По Карело-Финской ССР», «По Советскому Союзу», «Советский воин».
В 1969—1971 годах была художественным руководителем отделения режиссёров документального кино на Высших курсах сценаристов и режиссёров.
 Преподавала во ВГИКе. Среди её учеников — режиссёр Владимир Эйснер.
В период 1970—1973 годов избиралась депутатом Совета депутатов трудящихся Свердловского района Москвы.
Член Союза кинематографистов СССР (Москва).
Скончалась 17 декабря 1998 года в Москве.

### Семья
- отец — Иван Христофорович Вермишев (1893—1976), служащий (сын Х. А. Вермишева);
- мать — Элеонора Дмитриевна Вермишева (Акопова) (1902—1980);
- брат — Константин Иванович Вермишев (род. 1929), конструктор;
- муж (в 1958—1972 годах) — Анатолий Иванович Погорелый (1905—1991), кинооператор;
- дочь — Марина Викторовна Вермишева (1953—2015), режиссёр-документалист;
- внук — Дмитрий Сергеевич Вермишев (род 1974), работал на ТВ[1], ныне предприниматель

## Фильмография
Режиссёр
- 1952 — Молодые строители коммунизма
- 1953 — 1 Мая в Ленинграде
- 1953 — Лесная школа
- 1954 — Школьный учебно-опытный участок
- 1955 — Международные соревнования радистов
- 1955 — Они знали Маяковского[6]
- 1955 — Фестиваль ленинградской молодёжи
- 1956 — Друзья едут на целину
- 1956 — Ленинградская спартакиада
- 1957 — Медвежий цирк
- 1957 — От сердца к сердцу
- 1959 — Белые ночи
- 1959 — До встречи
- 1959 — Мой город
- 1959 — Праздник на Неве
- 1960 — Чёрные дела американской разведки (спецвыпуск)
- 1961 — Наши современники
- 1961 — Парламентарии Чехословакии в Советском Союзе
- 1961 — Под знаменем Великого Октября (спецвыпуск) (совместно с Л. Махначом)
- 1961 — Сибирские напевы (совместно с Л. Махначом)
- 1961 — Человек вернулся из космоса (спецвыпуск)
- 1962 — 45-й Октябрь
- 1963 — Искусство должно служить народу (спецвыпуск)
- 1963 — На Курской дуге
- 1963 — Солнце, дождь и улыбки (совместно с Л. Махначом)
- 1963 — СССР и Куба – братья (спецвыпуск)
- 1963 — Фидель Кастро в солнечном Узбекистане (спецвыпуск)
- 1964 — Две недели в Японии
- 1964 — Под знаменем Великого Октября (спецвыпуск)
- 1964 — Свет великой дружбы
- 1964 — Страна Советов приветствует Президента Индии
- 1965 — 20-летие великого подвига (совместно с Е. Сеткиной)
- 1965 — Май 1965 (спецвыпуск) (совместно с Е. Сеткиной)
- 1965 — Москва рукоплещет героям космоса (спецвыпуск)
- 1966 — Встречи на дружественной земле Австрии
- 1966 — Медвежий цирк[7]
- 1966 — Рубежи пятилетки (спецвыпуск № 7)
- 1967 — Острова народного гнева
- 1968 — Контрреволюция не пройдёт
- 1969 — Взлёт
- 1969 — Его звали Хо Ши Мин
- 1969 — Позор расистам США! (совместно с М. Гавриловой)
- 1971 — ХХIV съезд партии Ленина (совместно с И. Бессарабовым)
- 1971 — И выросли сыновья[8]
- 1971 — Сердечная встреча с Францией
- 1972 — Вьетнамский набат
- 1972 — Пентагон
- 1972 — Президент США в Советском Союзе (совместно с Л. Махначом)
- 1972 — Свободу Анджеле Дэвис
- 1973 — Визит Л. И. Брежнева во Францию
- 1973 — Мир тебе, планета Земля
- 1973 — На празднике братской Чехословакии (спецвыпуск)
- 1973 — Повесть о первой весне
- 1974 — Встреча во Владивостоке
- 1974 — Джунгли остывают от войны
- 1974 — На празднике в братской Болгарии
- 1975 — Вручение «Золотой медали мира» Л. И. Брежневу
- 1975 — Мир дому твоему
- 1975 — Президент итальянской республики в СССР
- 1975 — СССР — Великобритания. Новая страница отношений
- 1976 — Война окончена — борьба продолжается
- 1976 — Леонид Ильич Брежнев в Казахстане
- 1976 — Мирные ветры над Балтикой
- 1976 — На 25-м съезде КПСС. Спецвыпуск № 5. С партией весь народ
- 1977 — Главная площадь
- 1977 — На 16-м съезде профсоюзов СССР. Выпуск № 1. «Надёжная опора ленинской партии»
- 1977 — Первомай, год юбилейный
- 1977 — Юбилей Великого Октября
- 1978 — Здесь и трава родится красной
- 1978 — «Тихие» американцы (совместно с Л. Махначом)[9]
- 1979 — Кампучия: народ, который хотели убить
- 1979 — Кто сеет ветер
- 1979 — Репортаж с границ Вьетнама
- 1980 — Вручение Ленинской премии Леониду Ильичу Брежневу
- 1980 — На форуме польских коммунистов
- 1980 — Репортаж с Карибского меридиана
- 1982 — Неофашизм
- 1982 — Парламентарии Кампучии в Советском Союзе
- 1983 — Куда ведут нити заговора
- 1983 — Парламентарии Филиппин в СССР
- 1984 — Визит в СССР короля Испании Хуана Карлоса I
- 1984 — Заговор против страны Советов (фильм № 1)
- 1984 — Объединить усилия ради мира
- 1985 — Мадонны революции. Никарагуа, год 1985
- 1985 — Помни / Remember
- 1986 — Клуб увлечённых
- 1986 — Пребывание министра иностранных дел Уругвая в СССР
- 1987 — Адам, Ева и загранпрописка
- 1987 — Визит министра иностранных дел Таиланда в СССР
- 1987 — Заговор против страны Советов
- 1988 — Визит в СССР Генерального секретаря Румынской КП, Президента СРР Н. Чаушеску
- 1988 — Визит президента Бразилии Жозе Сарнея в Советский Союз
- 1988 — Мы — художники
- 1988 — Прозрение
- 1988 — Тайна Буэнос-Айреса
- 1989 — 25 — летний юбилей
- 1989 — Визит М. С. Горбачёва в Великобританию
- 1989 — Не совместимо с жизнью
- 1990 — И настанет день
- 1991 — Изгои. Драма без финала
- 1991 — Проснись, Россия
- 1991 — Сыщик ищет вора
- 1992 — Вся жизнь в танце
- 1992 — Чтоб не пропасть поодиночке
- 1994 — Герои-пасынки
- 1995 — Возвращение

Сценарист
- 1956 — Друзья едут на целину
- 1957 — Медвежий цирк
- 1966 — Медвежий цирк
- 1975 — Мир дому твоему (совместно с В. Гузановым)
- 1977 — Главная площадь
- 1978 — Здесь и трава родится красной (совместно с О. Игнатьевым)
- 1978 — «Тихие» американцы (совместно с Л. Махначом)
- 1979 — Кампучия: народ, который хотели убить
- 1979 — Репортаж с границ Вьетнама
- 1982 — Пентагон
- 1984 — Заговор против страны Советов (фильм № 1) (совместно с М. Озеровым, В. Севруком)
- 1985 — Мадонны революции. Никарагуа, год 1985 (автор текста)
- 1985 — Помни / Remember
- 1987 — Заговор против страны Советов (совместно с М. Озеровым, В. Севруком)
- 1988 — Прозрение (совместно с М. Озеровым, В. Севруком)
- 1991 — Проснись, Россия (совместно с В. Ланцевой)
- 1992 — Чтоб не пропасть поодиночке
- 1994 — Герои-пасынки (совместно с Г. Шерговой)
- 1995 — Возвращение (совместно с Г. Кушнеренко)

## Награды и звания
- премия 18-го международного кинофестиваля в Венеции (1957) за фильм «Медвежий цирк» (1957)[2];
- премия Международного кинофестиваля в Лейпциге (1971), Серебряная медаль имени Довженко (1972) за фильм «И выросли сыновья»[2];
- премия VII Всесоюзного кинофестиваля в Баку (1974), премия международного кинофестиваля в Лейпциге за фильм «Повесть о первой весне» (1973)[2];
- заслуженный деятель искусств РСФСР (5 мая 1974)[1];
- премия Всесоюзного кинофестиваля и премия Международного кинофестиваля в Лейпциге (1978) за фильм «„Тихие“ американцы»[2];
- народная артистка РСФСР (21 декабря 1979)[2];
- премия XII Всесоюзного кинофестиваля в Душанбе (1980) за фильм «Кто сеет ветер» (1979)[2];
- орден «Знак Почёта» (19 августа 1985)[10];
- орден Дружбы (Вьетнам)[1].